# Ashraf El Mahdioui
Ashraf El Mahdioui, né le 24 mai 1996 à Amsterdam aux Pays-Bas, est un footballeur néerlando-marocain évoluant au poste de milieu de terrain à Al-Taawoun FC.
Il est le cousin de Zakaria El Azzouzi.

## Biographie
El Mahdioui fait ses débuts dans trois clubs amateurs d'Amsterdam, avant d'intégrer l'académie de l'Ajax Amsterdam. Lors de sa première saison chez les juniors de l'Ajax Amsterdam, il est nommé meilleur talent de la saison 2013-2014.
Lors de la saison 2015-2016, El Mahdioui intègre les Jong Ajax, l'équipe B évoluant en deuxième division néerlandaise. Il réalise ses débuts le 10 juillet 2015, lors d'un match amical face au FC Nordsjælland (défaite, 3-1). Le 18 septembre 2015, il fait ses débuts en deuxième division néerlandaise, en entrant en jeu à la place d'Abdelhak Nouri face au Go Ahead Eagles (défaite, 2-0). Son premier but avec les Jong Ajax est inscrit le 23 novembre 2015 face aux Jong PSV, à la 7e minute (match nul, 3-3)
Au début du mois d'avril 2016, Ashraf El Mahdioui voit son contrat prendre fin. L'Ajax décide de ne pas renouveler son contrat, à cause des nombreux milieux de terrains présents dans les effectifs ajacides.
Le 30 juin 2016, il signe un contrat de trois ans à l'ADO La Haye, en Eredivisie. El Mahdioui dispute 15 matchs avec l'ADO La Haye, dans l'élite néerlandaise.
Le 26 juin 2017, El Mahdioui signe un contrat de deux ans au sein du club de slovaque de l'AS Trenčín. Lors la saison 2017-18, il inscrit six buts en 33 matchs de première division. Il participe également aux tours préliminaires de la Ligue Europa.

## Divers
Le 12 mars 2015, El Mahdioui est mis en état d'arrestation avec Zakaria El Azzouzi et Samet Bulut pour avoir tabassé un policier. L'agent de police était grièvement blessé avec un épaule déboîté et plusieurs hématomes. L'agent de police a déposé plainte contre les trois joueurs. Un jour plus tard, l'Ajax Amsterdam vire les trois joueurs de son académie.